# 南都雄二
南都 雄二（なんと ゆうじ、1924年〈大正13年〉4月26日 - 1973年〈昭和48年〉3月19日）は昭和後期の上方の漫才師、俳優。本名は吉村 朝治（よしむら ちょうじ）。大阪府大阪市生まれ。大阪電機学校卒業。
ミヤコ蝶々との漫才コンビ「蝶々・雄二」として知られ、「夫婦善哉」の司会で人気を博した。

## 生涯・来歴
1941年に大阪電機学校を卒業した。戦後、大阪中央郵便局の電気係を経て、三遊亭柳枝主宰の柳枝劇団に参加し、照明部で裏方をしていた。その後演者側に回り、看板女優だったミヤコ蝶々の弟子となり「鈴夫」と名乗る。
1947年に柳枝と離婚した蝶々と結婚し、1948年、柳家三亀松の改名の提案で「蝶々・鈴夫改め上方トンボ」として夫婦漫才コンビを結成した。後に夢路いとしに相談して南都雄二に改名した。(漢字があまり読めず周りに「何という字？」とよく尋ねたことからついたと言われる。）
1952年、秋田實・小林一三の宝塚新芸座に参加し、夢路いとし・喜味こいしや秋田Aスケ・Bスケ、笑福亭松之助らと舞台俳優としても活動する。その後、「漫才学校」「夫婦善哉」（いずれもABCラジオ）の司会などで「男前の雄さん」として人気者となる。
蝶々との夫婦仲や芸名の由来などについては、ミヤコ蝶々の項を参照。
映画俳優として、東映や大映の映画に数多く出演した。特に勝新太郎主演の『悪名』や『兵隊やくざ』ではシリーズで出演している。「姉さん女房」の蝶々とのイメージからか、女の尻に敷かれ、少々頼りない男のような役どころが多かった。
夜遊び、夜の豪遊は語り草になっており「キタの雄二（南都雄二）かミナミのまこと（藤田まこと）、東西南北藤山寛美」といわれるほどであった。
1973年に持病の糖尿病がもとで死去した。48歳没。
没後、ミヤコ蝶々・南都雄二として2006年に第11回上方演芸殿堂入りしている。

## 出演番組
- 蝶々・雄二の夫婦善哉（ABCラジオ・テレビ）
- スチャラカ社員（ABCテレビ）
- 雄さんの編集長（MBSテレビ）
- ユーモア航路（関西テレビ）
- ハイ!土曜日です（関西テレビ）
- しあわせは一ぱい（よみうりテレビ）
- ハイ!次の方（よみうりテレビ）
- 続・のれん太平記 第2シリーズ（フジテレビ） - 生駒半次郎

## 出演映画
- 弥次喜多漫才道中 化け姫騒動の巻（1955年・宝塚映画）
- 同・腰抜け一家の巻（同）
- 漫才長屋は大騒ぎ（1956年・宝塚映画）
- 漫才長屋に春が来た（同）
- 漫才学校シリーズ（1956年・松竹京都）
  - 第一部・爆笑八人組
  - 第二部・ガヤガヤホテル
  - 第三部・ゴリラ大暴れ
- お父さんはお人好し・産児無制限（1956年・大映京都）
- 漫才提灯（同）
- 青空娘（1957年・大映京都）
- 歌う弥次喜多・黄金道中（1957年・松竹京都）
- 喧嘩も楽し(1958年、東宝配給、宝塚映画)
- お笑い夫婦読本（1958年・宝塚映画）
- 大当り狸御殿（同）
- 野良猫（1958年 東宝配給、宝塚映画）
- やりくりアパート・びっくり大放送（1959年・宝塚映画）
- かた破り道中記（1959年・松竹京都）
- 風雲将棋谷（1960年・大映京都）
- 河内風土記・続おいろけ説法（1961年・宝塚映画）
- 喜劇・団地親分（1962年・松竹大船）
- 河内風土記・おいろけ繁盛記（1963年・宝塚映画）
- 青い目の花嫁はん（1964年・松竹京都）
- 日本侠客伝（1964年・東映京都）
- 忍法忠臣蔵（1965年・東映京都）
- 蝶々・雄二の夫婦善哉（同）
- 任侠木曽鵜（同）
- てなもんや東海道（1966年・宝塚映画）
- スチャラカ社員（1966年・松竹大船）
- 尼寺(秘)物語（1968年・東映京都）
- 温泉あんま芸者（同）

## 演じた俳優
- 芦屋雁之助
- 桂小米朝（心はいつもラムネ色）※役名は「笑都雄二」、ミヤコ蝶々に当たる役（「菜の花蝶々」）は藤山直美
- 中山秀征（ミヤコ蝶々物語、テレビ大阪版）　※ミヤコ蝶々役は石田ひかり
- 山本太郎（ミヤコ蝶々ものがたり、テレビ朝日版）　※ミヤコ蝶々役は久本雅美
- 風間トオル（女ひとり）
- 山崎樹範（鈴子の恋）